# 7351 Yoshidamichi
7351 Yoshidamichi (1993 XB1) là một tiểu hành tinh vành đai chính được phát hiện ngày 12 tháng 12 năm 1993 bởi T. Kobayashi ở Oizumi.